# EM i ishockey 1932
EM i ishockey 1932 var det 17. europamesterskab i ishockey for landshold. Dette var det sidste rene europamesterskab som blev arrangeret, senere blev det altid afviklet sammen med VM eller OL-turneringene. EM-turneringen blev afholdt i Tyskland og kampene blev spillet i hovedstaden Berlin 14 til 20. marts. Ni nationer deltog, der blev først afviklet gruppespil med tre hold i hver pulje.

## Gruppe A
| Dato      | Kampe gruppe A     | Resultat |
| --------- | ------------------ | -------- |
| 14. marts | Tyskland – Schweiz | 1 – 1    |
| 15. marts | Østrig – Schweiz   | 2 – 2    |
| 16. marts | Tyskland – Østrig  | 1 – 1    |

### Tabel gruppe A
| Plads | Hold     | Kampe | Sejre | Uafgj. | Tabte | Mål   | Points |
| ----- | -------- | ----- | ----- | ------ | ----- | ----- | ------ |
| 1     | Østrig   | 2     | 0     | 2      | 0     | 3 – 3 | 2      |
| 2     | Schweiz  | 2     | 0     | 2      | 0     | 3 – 3 | 2      |
| 3     | Tyskland | 2     | 0     | 2      | 0     | 2 – 2 | 2      |

- Alle tre hold fra gruppe-A gik videre til finalerunden.

## Gruppe B
| Dato      | Kampe gruppe B             | Resultat |
| --------- | -------------------------- | -------- |
| 14. marts | Tjekkoslovakiet – Frankrig | 1 – 1    |
| 15. marts | Tjekkoslovakiet – Letland  | 7 – 0    |
| 16. marts | Frankrig – Letland         | 1 – 0    |

### Tabel gruppe B
| Plads | Hold            | Kampe | Sejre | Uafgj. | Tabte | Mål   | Points |
| ----- | --------------- | ----- | ----- | ------ | ----- | ----- | ------ |
| 1     | Tjekkoslovakiet | 2     | 1     | 1      | 0     | 8 – 1 | 3      |
| 2     | Frankrig        | 2     | 1     | 1      | 0     | 2 – 1 | 3      |
| 3     | Letland         | 2     | 0     | 0      | 2     | 0 – 8 | 0      |

- Tjekkoslovakiet til finalerunden.

## Gruppe C
| Dato      | Kampe gruppe C            | Resultat |
| --------- | ------------------------- | -------- |
| 14. marts | Rumænien – Storbritannien | 0 – 1    |
| 15. marts | Sverige – Storbritannien  | 4 – 1    |
| 16. marts | Sverige – Rumænien        | 4 – 0    |

### Tabel gruppe C
| Plads | Hold           | Kampe | Sejre | Uafgj. | Tabte | Mål   | Points |
| ----- | -------------- | ----- | ----- | ------ | ----- | ----- | ------ |
| 1     | Sverige        | 2     | 2     | 0      | 0     | 8 – 1 | 4      |
| 2     | Storbritannien | 2     | 1     | 0      | 1     | 2 – 4 | 2      |
| 3     | Rumænien       | 2     | 0     | 0      | 2     | 0 – 8 | 0      |

- Sverige til finalerunden.

## Spil om 6. – 9. pladserne
| Dato              | Kampe om pladserne 6-9    | Resultat |
| ----------------- | ------------------------- | -------- |
| fra gruppespillet | Frankrig – Letland        | 1 – 0    |
| fra gruppespillet | Rumænien – Storbritannien | 0 – 1    |
| 17. marts         | Frankrig – Storbritannien | 3 – 3    |
| 17. marts         | Rumænien – Letland        | 0 – 3    |
| 18. marts         | Frankrig – Rumænien       | 5 – 0    |
| 18. marts         | Letland – Storbritannien  | 2 – 5    |

### Tabel plads 6-9
| Plads | Hold           | Kampe | Sejre | Uafgj. | Tabte | Mål   | Points |
| ----- | -------------- | ----- | ----- | ------ | ----- | ----- | ------ |
| 6     | Frankrig       | 3     | 2     | 1      | 0     | 9 – 3 | 5      |
| 7     | Storbritannien | 3     | 2     | 1      | 0     | 9 – 5 | 5      |
| 8     | Letland        | 3     | 1     | 0      | 2     | 5 – 6 | 2      |
| 9     | Rumænien       | 3     | 0     | 0      | 3     | 0 – 9 | 0      |

### Finalerunden
| Dato              | Finalerunden EM 1932       | Resultat |
| ----------------- | -------------------------- | -------- |
| fra gruppespillet | Tyskland – Schweiz         | 1 – 1    |
| fra gruppespillet | Østrig – Schweiz           | 2 – 2    |
| fra gruppespillet | Tyskland – Østrig          | 1 – 1    |
| 17. marts         | Østrig – Tjekkoslovakiet   | 3 – 0    |
| 17. marts         | Sverige – Schweiz          | 1 – 1    |
| 18. marts         | Sverige – Østrig           | 0 – 0    |
| 18. marts         | Tyskland – Tjekkoslovakiet | 1 – 0    |
| 19. marts         | Sverige – Tjekkoslovakiet  | 2 – 0    |
| 20. marts         | Tyskland – Sverige         | 0 – 1    |
| 20. marts         | Schweiz – Tjekkoslovakiet  | 3 – 2    |

## Tabel finalerunden
| Plads | Hold            | Kampe | Sejre | Uafgj. | Tabte | Mål   | Points |
| ----- | --------------- | ----- | ----- | ------ | ----- | ----- | ------ |
| 1     | Sverige         | 4     | 2     | 2      | 0     | 4 – 1 | 6      |
| 2     | Østrig          | 4     | 1     | 3      | 0     | 6 – 3 | 5      |
| 3     | Schweiz         | 4     | 1     | 3      | 0     | 7 – 6 | 5      |
| 4     | Tyskland        | 4     | 1     | 2      | 1     | 3 – 3 | 4      |
| 5     | Tjekkoslovakiet | 4     | 0     | 0      | 4     | 2 – 9 | 0      |

## Medaljer
| EM 1932 | Land            |
| ------- | --------------- |
| Guld    | Sverige         |
| Sølv    | Østrig          |
| Bronze  | Schweiz         |
| 4       | Tyskland        |
| 5       | Tjekkoslovakiet |
| 6       | Frankrig        |
| 7       | Storbritannien  |
| 8       | Letland         |
| 9       | Rumænien        |